# Corinth (villa)
Corinth es una villa ubicada en el condado de Saratoga en el estado estadounidense de Nueva York. En el año 2000 tenía una población de 2,474 habitantes y una densidad poblacional de 895 personas por km².

## Geografía
Corinth se encuentra ubicada en las coordenadas 43°14′37″N 73°49′44″O / 43.24361, -73.82889.

## Demografía
Según la Oficina del Censo en 2000 los ingresos medios por hogar en la localidad eran de $30,539, y los ingresos medios por familia eran $39,205. Los hombres tenían unos ingresos medios de $31,481 frente a los $26,163 para las mujeres. La renta per cápita para la localidad era de $16,134. Alrededor del 11.9% de la población estaban por debajo del umbral de pobreza.